# Dasht-e Lut
     Steppa arborea
     Boschi e foreste
     Zona semidesertica
     Deserto
     Steppa
     Paludi alluvionali salate

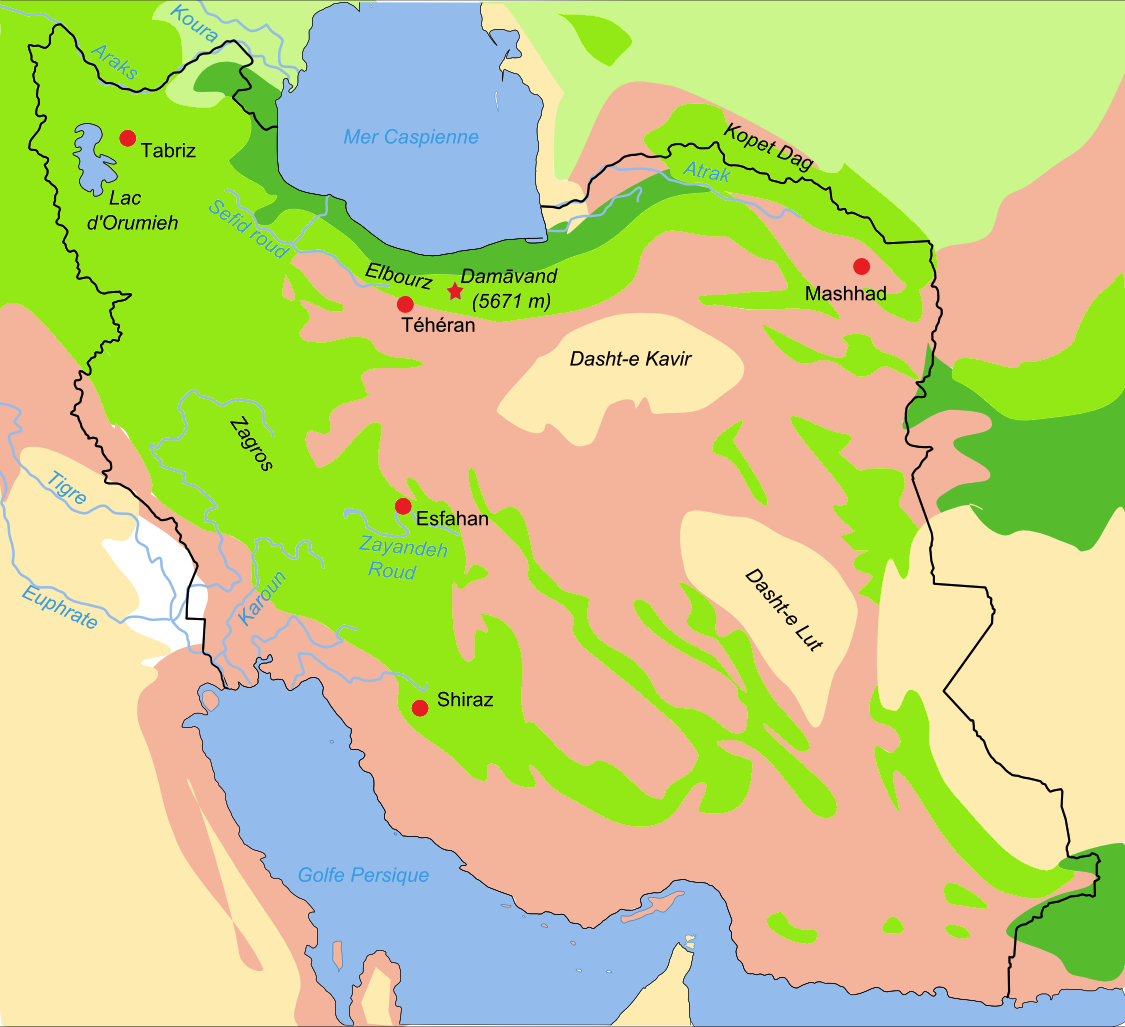
Mappa dei biotopi dell'Iran
Steppa arborea
Boschi e foreste
Zona semidesertica
Deserto
Steppa
Paludi alluvionali salate

Il Dasht-e Lut, talvolta scritto anche Dasht-i-Lut, è un vasto deserto salato dell'Iran sudorientale, il venticinquesimo deserto più vasto del mondo.

## Descrizione
Climaticamente, l'Iran fa parte della fascia desertica afro-asiatica che va dalle isole di Capo Verde, al largo dell'Africa Occidentale fino alla Mongolia. La geografia dell'Iran consiste in un altipiano circondato da montagne e diviso in bacini di drenaggio. Il Dasht-e-Lut, insieme al Dasht-e Kavir, è uno dei più ampi di questi bacini, essendo lungo 480 km e largo 320 km, con una superficie di circa 51.800 chilometri quadrati. È considerato uno dei luoghi più aridi del pianeta.
Durante la breve stagione umida, in primavera, l'acqua proveniente dalle montagne di Kerman inonda la zona, ma in breve tempo si prosciuga, lasciandosi dietro solo rocce, sabbia e sale.
La parte orientale del Dasht-e Lut è un basso altipiano ricoperto da uno strato uniforme di sale. Al contrario, il centro è stato scolpito dal vento in una serie di creste e avvallamenti paralleli, che si estendono per 150 km e raggiungono i 70 metri di altezza. Inoltre in questa zona si aprono numerosi gole ed inghiottitoi. La parte sudorientale è una vasta distesa di sabbia, simile all'erg del Sahara, su cui sorgono dune alte fino a 300 metri, fra le più grandi al mondo.

### Più alta temperatura della superficie terrestre
Le misurazioni del MODIS (Moderate-Resolution Imaging Spectroradiometer) installato sul satellite della NASA "Aqua" dal 2003 - 2005 hanno rilevato nel Dasht-e-Lut una temperatura sulla superficie del suolo di 70,7 °C, la più alta mai registrata. L'incertezza della misura è di 0,5-1 kelvin.
La zona più calda di questo deserto è Gandom Beryan, un pianoro coperto di lava solidificata vasto all'incirca 480 km². Secondo una leggenda locale questo nome (che in Persiano significa "grano abbrustolito") deriva da un incidente a seguito del quale un carico di frumento fu abbandonato nel deserto, venendo bruciato dal calore in pochi giorni.

## Galleria d'immagini

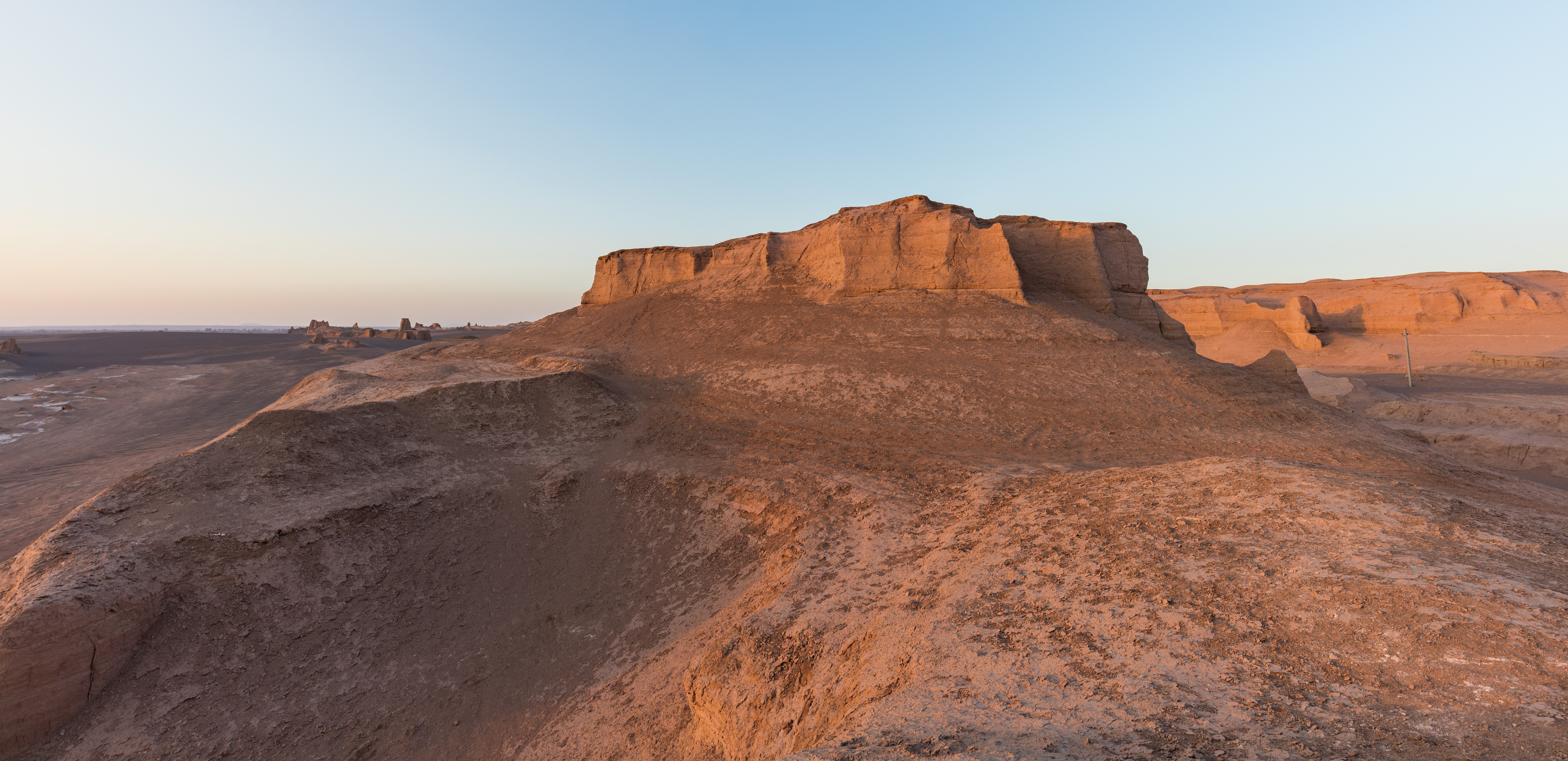
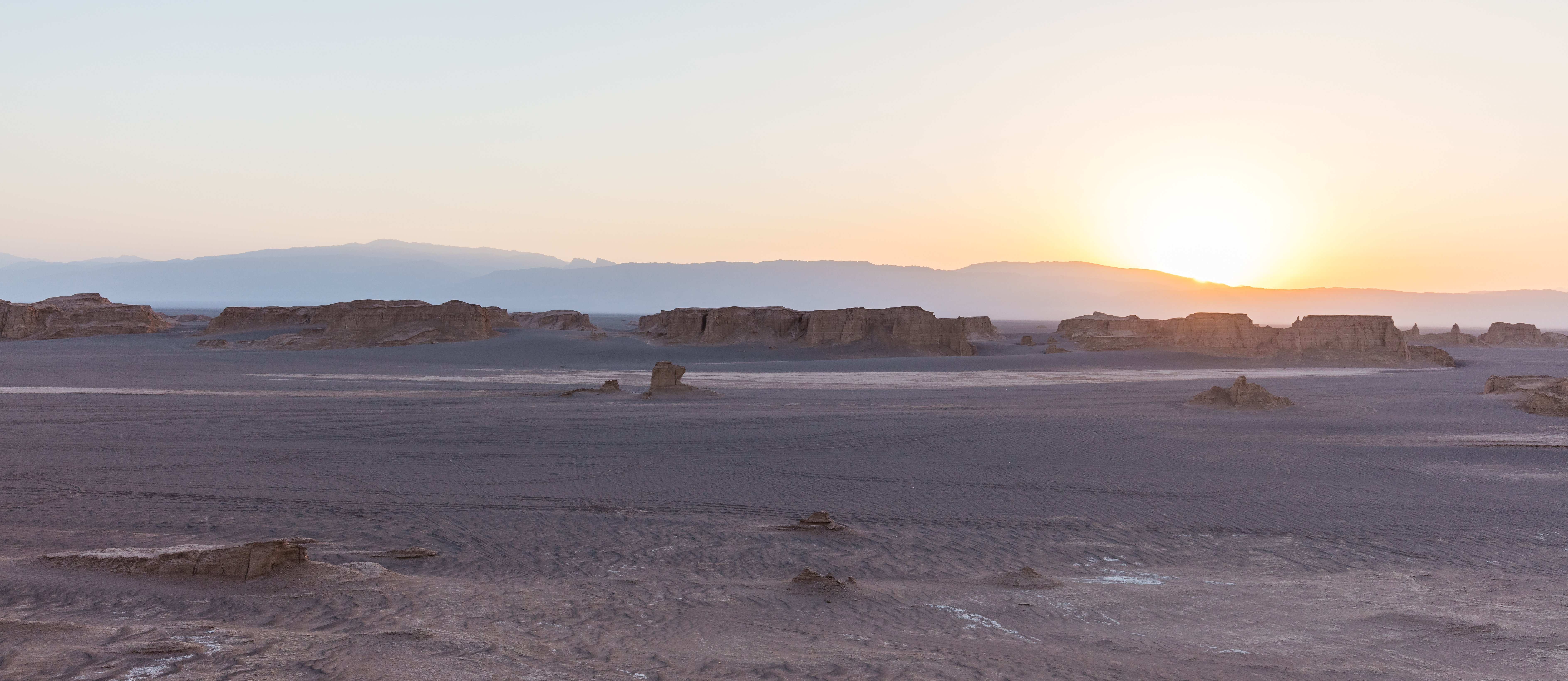
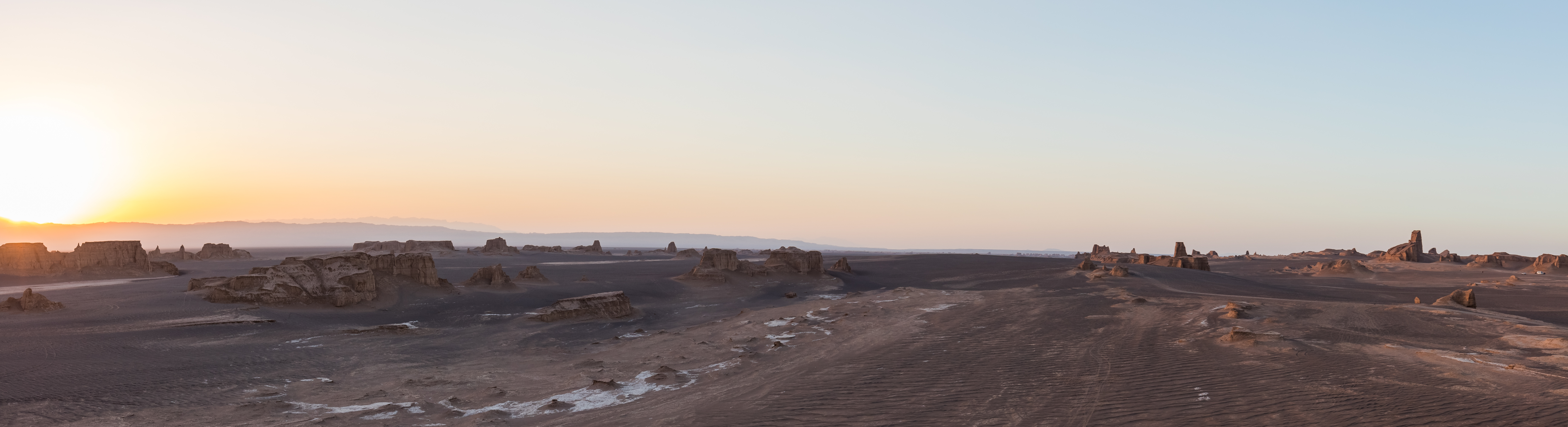
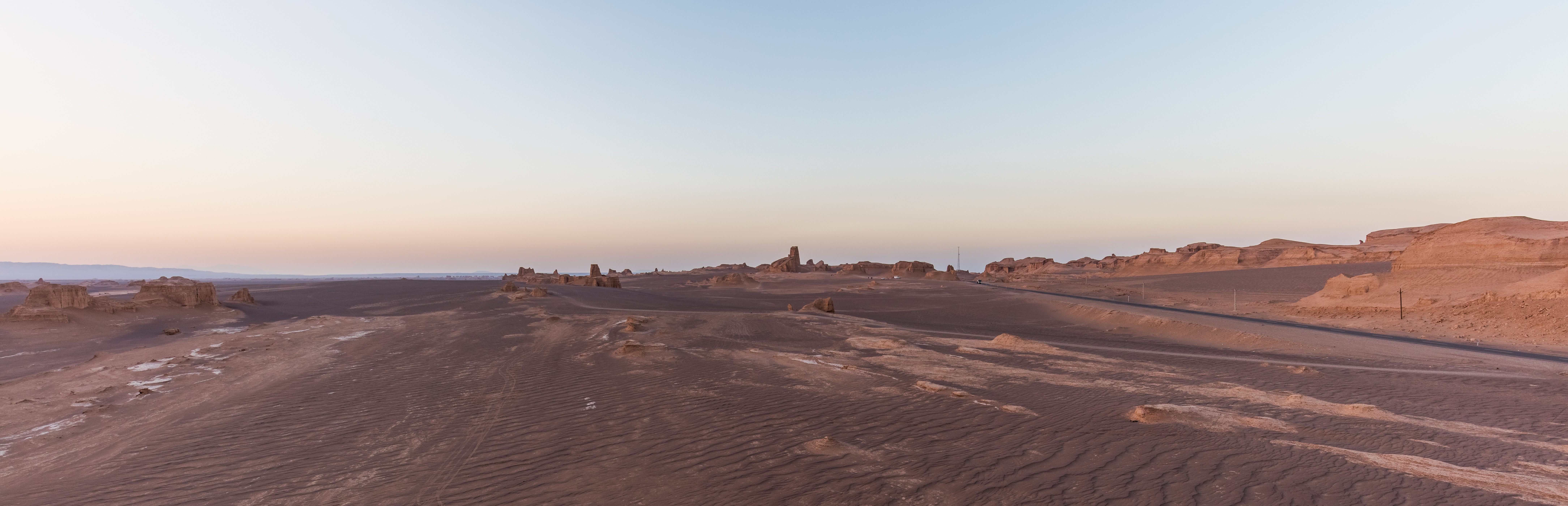
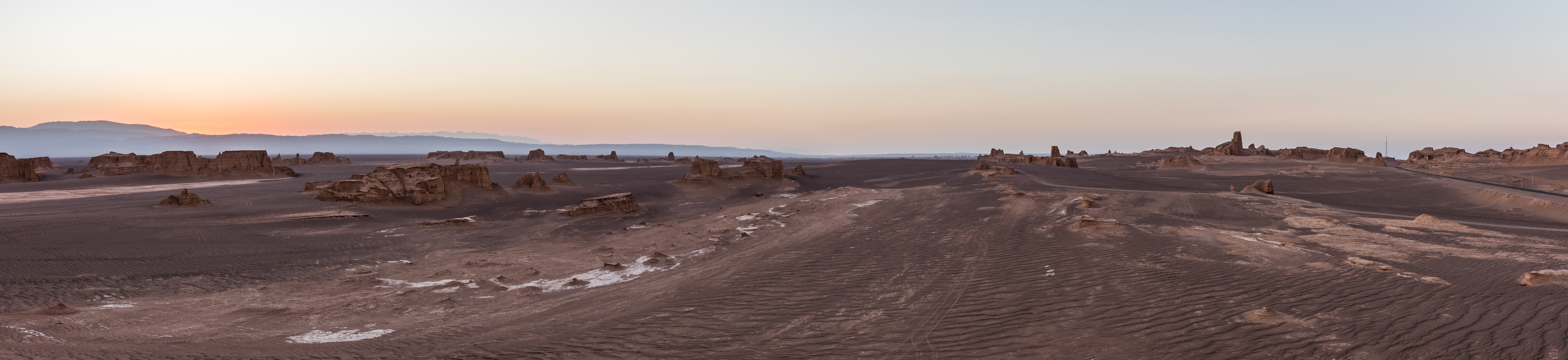